# ØRGIA
ØRGIA é o terceiro álbum de estúdio do cantor e compositor brasileiro Johnny Hooker, lançado em 9 de junho de 2022 de forma independente. Foi sucedido por uma turnê europeia que incluiu uma participação no Rock in Rio Lisboa IX. Era inicialmente previsto para o segundo semestre de 2021, data que foi mais especificada para novembro com o andar do calendário. Na época, o cantor não planejava lançar clipes por não querer reunir equipes em meio à quarentena imposta pela pandemia de COVID-19.
No dia seguinte à divulgação do terceiro single "Cuba", cujo clipe foi gravado na Grande Recife (mais especificamente na Ilha de Itamaracá) com uma equipe local, Johnny chegou a sugerir em postagem nas redes sociais que pararia de fazer música, frustrado com o baixo desempenho da faixa e desesperançoso com um cenário musical pós-pandemia dominado pelo sertanejo.
A identidade visual do trabalho é assinada por Filipe Catto, Carlos Salles e Alma Negrot.

## Temática
O disco levou quatro anos para ser finalizado e é baseado no livro Orgia - Diários de Tulio Carella, escrito pelo poeta argentino durante uma passagem por Recife nos anos 1960. O cantor traçou um paralelo entre Tulio, que explorou a cidade em busca de prazer e desejo antes de ser preso e deportado para a Argentina pré-ditadura; e ele mesmo, que se mudou para São Paulo e se encantou com "as possibilidades de desejo que ela oferece" mas sentia que "a nuvem do autoritarismo, do fascismo, do militarismo também estava se aproximando". Comparou também o Recife da época do livro e o atual, descrevendo tanto um como o outro como: "conservador e religioso, mas também rico culturalmente". Durante as gravações do álbum, Johnny levava consigo também o livro Devassos no Paraíso: A Homossexualidade no Brasil da Colônia à Atualidade, de João Silvério Trevisan.
Johnny o considera o terceiro elemento de uma trilogia, dizendo que o primeiro disco, Eu Vou Fazer Uma Macumba Pra Te Amarrar, Maldito!, fala sobre "o amor"; o segundo, Coração, é "uma celebração musical"; e o terceiro "encerra com desejo". Em outro momento, ele descreveu assim a trilogia: "O primeiro disco discorre muito sobre o amor romântico. O segundo já fala do amor como uma forma mais política, de embate [...]. O amor, você estar com alguém, você peitar o mundo estando com alguém, você viver esse amor, toda relação é política. O terceiro já é mais a conclusão disso. Quando tudo cai, quando o país morre, o que nos resta? Nossos corpos. Nosso prazer. Nossa arte. Nossa liberdade individual. Vou muito nesse sentido: o sexo também é uma arma de resistência. O desejo também é uma potência política."

## Informações das faixas
A faixa de abertura (sem contar a introdução "Cap 1 A Cidade do Desejo"), "Amante de Aluguel", foi lançada como primeiro single e fala sobre "uma garote [sic] de programa que acaba se relacionando com um homem cheio de preconceitos e amarras impostas pela sociedade. No entanto, houve uma ligação entre os personagens, tanto que o rapaz decide se libertar e aflorar seu lado feminino. Não foi fácil para ele, já que sofreu até agressão física por isso. No final das contas, essa foi a ligação que fez o amor florescer."
O segundo single, "Larga Esse Boy", tem participação do cantor Jáder e ganhou um clipe inspirado em "Telephone” (Lady Gaga com Beyoncé), "Cool" (Gwen Stefani) e "Don’t Tell Me" (Madonna).
"Nos Braços de um Estranho" tem vocais de apoio da mãe e da irmã de Johnny, com quem ele conviveu em Florianópolis durante parte da pandemia. "NSRA da Encruzilhada" e "Maré", embora não tenham a autoria de Johnny, foram escritas especialmente para o disco. Esta última tem participação de Silva.
A penúltima faixa contém uma citação de Marielle Franco na qual ela diz que "não será silenciada". A última faixa, "Vuelve", é uma versão em espanhol de "Volta", de seu primeiro disco, de modo a simbolizar a volta de Tulio para a Argentina.

## Faixas
Todas as faixas escritas e compostas por Johnny Hooker, exceto onde especificado. 
| Faixas de ØRGIA |                                                                                                   |         |  |
| N.º             | Título                                                                                            | Duração |  |
| 1.              | "Cap 1 A Cidade do Desejo" (passagem do livro Orgia - Diários de Tulio Carella, de Tulio Carella) | 01:54   |  |
| 2.              | "Amante de Aluguel" (Johnny Hooker, Erica Colaço, DJ Thai, Arthur Marques)                        | 03:16   |  |
| 3.              | "Nhac!" (participação de Chameleo; escrita por Chameleo, Amanda Coronha, Bibi, Deco Martins)      | 03:32   |  |
| 4.              | "Nos Braços De Um Estranho"                                                                       | 02:45   |  |
| 5.              | "Só Pra Ser Teu Homem"                                                                            | 03:34   |  |
| 6.              | "CUBA" (Arthur, Thai)                                                                             | 02:49   |  |
| 7.              | "Maré" (participação de Silva; escrita por Juliano Holanda)                                       | 03:25   |  |
| 8.              | "Larga Esse Boy" (participação de Jáder)                                                          | 03:17   |  |
| 9.              | "NSRA da Encruzilhada" (Filipe Catto)                                                             | 03:50   |  |
| 10.             | "Abrigo"                                                                                          | 04:33   |  |
| 11.             | "Eu Te Desafio a Me Amar"                                                                         | 04:06   |  |
| 12.             | "Estandarte"                                                                                      | 03:13   |  |
| 13.             | "Vuelve"                                                                                          | 04:02   |  |
| Duração total:  | Duração total:                                                                                    | 44:16   |  |